# Shugart Associates
Shugart Associates foi uma fabricante estadunidense de periféricos de computador que dominou o mercado de unidades de disquete em fins dos anos 1970 e tornou-se famosa por criar o drive de 5" 1/4, padrão nos primeiros modelos de microcomputadores.

## História
Fundada em 1973, a Shugart Associates foi comprada pela Xerox em 1977. No início dos anos 1980, seu nome foi trocado para Shugart Corporation. A Xerox saiu do ramo entre 1985 e 1986, vendendo a marca e a linha de disquetes de 8" para o Narlinger Group (março de 1986). Narlinger prontamente rebatizou-se como Shugart Corporation e continuou como tal até o início dos anos 1990. Sob a administração do grupo Narlinger, a Shugart adquiriu várias linhas descontinuadas de produtos, tais como o drive WORM Optotech 5984.